# The Boy in the Woods – Überleben ist alles
The Boy in the Woods – Überleben ist alles ist ein Survivaldrama von Rebecca Snow. Der Film basiert auf den Memoiren des Holocaust-Überlebenden Maxwell Smart und handelt von einem jüdischen Jungen, gespielt von Jett Klyne, der sich während des Zweiten Weltkriegs in den Wäldern Polens versteckt und hier für sich selbst sorgen muss. Der Film feierte im September 2023 beim Cinéfest Sudbury International Film Festival seine Premiere. Im Juni 2024 kam der Film in die kanadischen Kinos.

## Handlung
Bevor die Mutter von Max von den Nazis ermordet wird, schickt sie ihn fort. Der Junge überlebt und versteckt sich fortan in den Wäldern Polens. In seiner Notlage macht er die Bekanntschaft des Bauern Jasko, in dessen Familie er aufgenommen wird.

## Biografisches und Literarische Vorlage

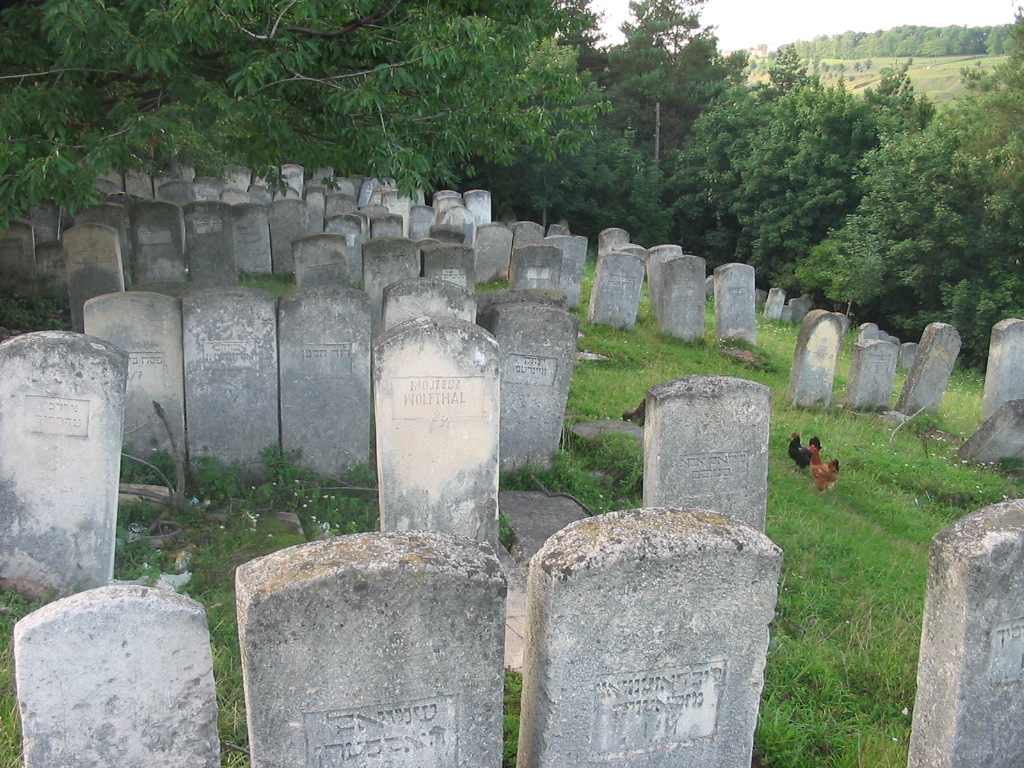
Im Juni 1943 wurden auf dem Jüdischen Friedhof von Butschatsch die letzten Überlebenden des Ghettos erschossen

Bei The Boy in the Woods – Überleben ist alles handelt es sich um eine Verfilmung des autobiografischen Romans The Boy in the Woods: A True Story of Survival During the Second World War von Maxwell Smart aus dem Jahr 2022. Smart wurde 1930 als Oziac Fromm in der damals polnischen und heute ukrainischen Stadt Butschatsch geboren. Dort war die jüdische Bevölkerung zwar in der Minderheit, wurde jedoch respektiert. Nachdem die Nazis in Butschatsch einmarschiert waren, wurden die Juden in Ghettos gezwungen. Smarts Vater wurde schnell getötet. Als Smart im Jahr 1943 zusammen mit seiner Schwester und seiner Mutter, die aus Tschechien stammte, bei der Räumung ihres Ghettos auf Lastwagen verladen werden sollten, flüchtete er auf Drängen seiner Mutter und sah sie nie wieder. Von den 15.000 Juden in der Stadt Butschatsch überlebten nur 100 den Zweiten Weltkrieg.
Ein von ihm gegrabenes Loch in der Erde diente Smart als Unterschlupf. Nachdem er Monate allein war, traf er auf einen anderen Jungen namens Janek, der ebenfalls seine Familie verloren hatte. Sie wurden zu Überlebensgefährten in den Wäldern. Janek wurde krank, nachdem er ein Baby aus dem kalten Wasser gerettet hatte, und starb. Smart glaubte, für den Tod seines Freundes verantwortlich zu sein, weil er ihn hierzu gedrängt hatte. Die einzigen Menschen, die Smart in den nächsten zwei Jahren halfen, war ein äußerst armes Bauernehepaar, die Rudnickis, die zwei kleine Kinder hatten.
Im Jahr 1944 gelang es ihm, Kontakt zu einigen sowjetischen Soldaten aufzunehmen und mit ihnen nach Rumänien und Ungarn zu gehen. Vier Jahre später, als Smart 17 Jahre alt war, wurde er gemeinsam mit einer Gruppe von 1.000 jüdischen Kriegswaisen per Schiff nach Kanada gebracht. Organisiert wurde die Verschickung der Kriegswaisen vom Canadian Jewish Congress. Den Namen Maxwell Smart nahm er lange vor der Ausstrahlung der Fernsehserie Get Smart mit der gleichnamigen Hauptfigur an. Smart wurde von der Familie Safran aufgenommen, bei denen er lebte. Im Alter von 21 Jahren heiratete er deren Tochter Helen. Sie kauften ein Haus in Chomedey in Quebec und bekamen zwei Kinder. Helen starb jedoch in jungen Jahren.
Rund 50 Jahre lang erzählte Smart niemandem von seinen Erlebnissen während des Holocaust, auch nicht von seinen Schuldgefühlen wegen Janeks Tod. Gespräche mit seinen Kindern und anderen Mitgliedern seiner Familie bewegten ihn jedoch sein Schweigen zu brechen. Im Alter von 88 Jahren wurden seine Erinnerungen von der Azrieli Foundation als Teil ihrer Memoirenreihe über kanadische Holocaust-Überlebende unter dem Titel Chaos to Canvas veröffentlicht. Sein autobiografischer Roman The Boy in the Woods: A True Story of Survival During the Second World War folgte vier Jahre später. Heute ist er Großvater und lebt mit seiner neuen Frau Tina Russo in Montreal.

## Produktion

### Filmstab, Besetzung und Dreharbeiten
Regie führte Rebecca Snow, die auch Smarts Memoiren für den Film adaptierte. Sie hatte Smart bereits für ihren Dokumentarfilm Cheating Hitler: Surviving the Holocaust von 2019 interviewt, was ihr die Adaption erleichterte, da sie viel zusätzliches Material und Wissen über die Ereignisse besaß. The Boy in the Woods – Überleben ist alles ist Snows Spielfilmdebüt als Regisseurin.

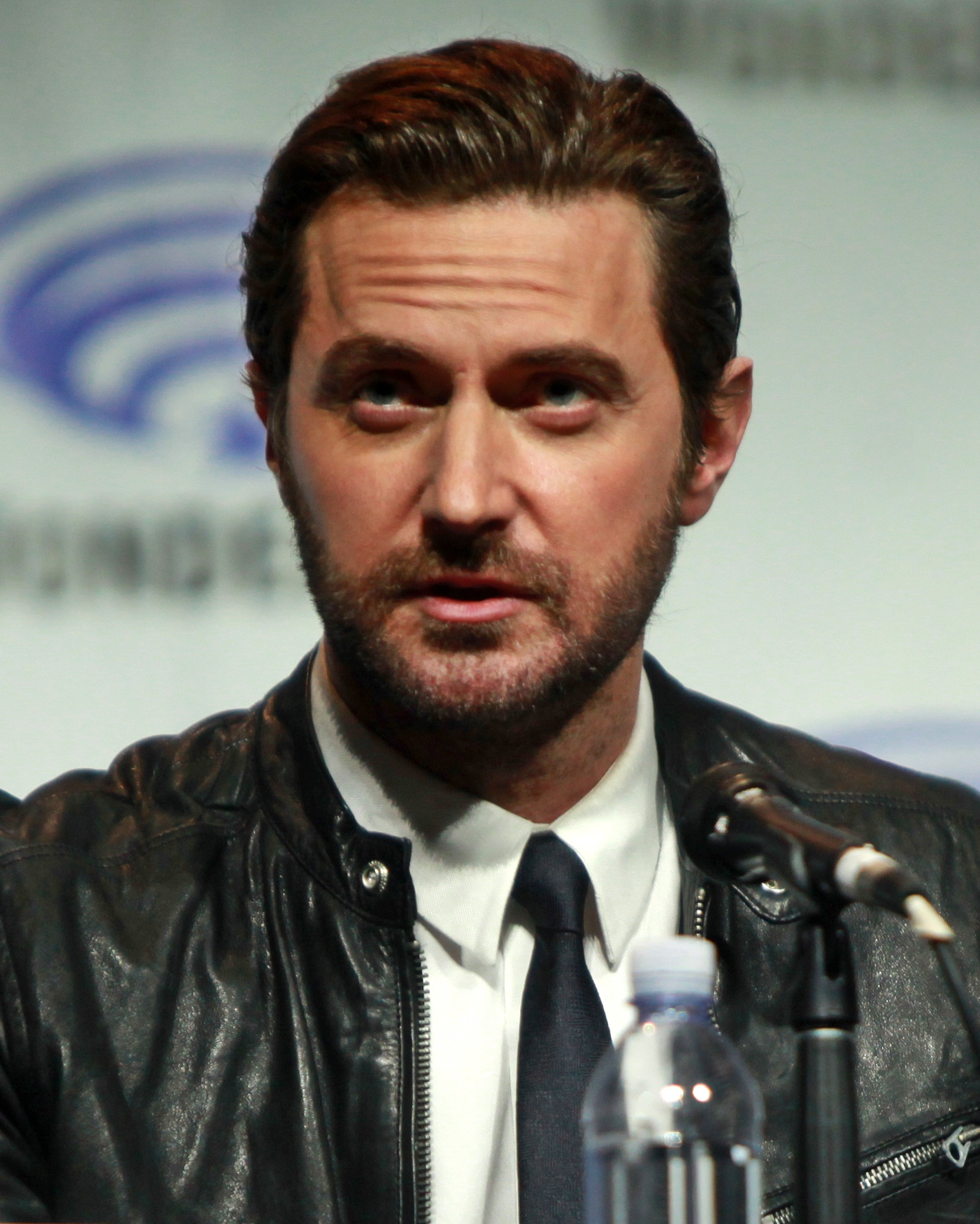
Richard Armitage spielt Jasko

Der kanadische Kinderdarsteller Jett Klyne, bekannt für Nebenrollen als Tommy Maximoff in WandaVision und Doctor Strange in the Multiverse of Madness, verkörpert Smart und wird im Film einfach Max genannt. Der Brite Richard Armitage, bekannt für seine Rollen in der Hobbit-Reihe, spielt Jasko. Christopher Heyerdahl spielt Chief Bagan. Ari Millen ist in der Rolle von Aleksey zu sehen. Weiter auf der Besetzungsliste finden sich Masa Lizdek, Berkley Silverman, Joshua Peace, David Kohlsmith, Tara Nicodemo, Katherine Fogler, Richard Patrick Tolton II, Shuna Snow und Matt Lishman, die in Nebenrollen zu sehen sind.
Die Dreharbeiten wurden Ende Oktober 2022 in North Bay in Ontario begonnen. Sie fanden größtenteils in den dortigen Wäldern statt, in denen Max im Film lebt. Der Holocaust-Überlebende Maxwell Smart, auf dessen Memoiren der Film basiert, begleitete die Dreharbeiten zwei Tage lang. Als Kameramann fungierte Adam Madrzyk.

### Filmmusik und Veröffentlichung
Die Filmmusik komponierte Julia Kent. Die kanadische Musikerin ist vor allem als Gründungsmitglied der Cellogruppe Rasputina und als Cellistin von Antony and the Johnsons bekannt.
Anfang September 2023 wurde der Film im Industry Selects-Programm des Toronto International Film Festivals gezeigt. Die offizielle Premiere erfolgte am 22. September 2023 beim Cinéfest Sudbury International Film Festival. Anfang Dezember 2023 wurde The Boy in the Woods beim Whistler Film Festival gezeigt. Anfang 2024 wollte Paramount+ den Film in sein Programm aufnehmen. Seit dem 27. Mai 2024 ist der Film auf britischen Digitalplattformen verfügbar. Der Kinostart in Kanada war am 21. Juni 2024. Am 25. April 2025 erschien der Film in Deutschland auf DVD und Blu-ray.

## Rezeption

### Kritiken
Leslie Felperin schreibt im Guardian, wenn Eltern den Film zu Hause jüngeren Kindern zeigen möchten, sollten sie vielleicht dem Beispiel von Phoebes Eltern in der Fernsehserie Friends folgen und wie beim Anschauen von Sein Freund Jello einfach vor dem Ende ausschalteten, damit sie nichts von dem tragischen Schicksal des namensgebenden Hundes erfahren.

### Auszeichnungen
Manchester Film Festival 2024
- Auszeichnung mit dem Publikumspreis[17]

Miami Jewish Film Festival 2024
- Auszeichnung mit dem Torchbearer Award (Rebecca Snow)[18]

Whistler Film Festival 2023
- Nominierung als Bester kanadischer Spielfilm im Borsos Competition (Rebecca Snow)
- Auszeichnung für den Besten Filmschnitt im Borsos Competition (Robert Swartz)[3][19]